# 小行星2839
小行星2839（2839 Annette）是一颗围绕太阳公转的小行星。1929年10月5日，克萊德·湯博在弗拉格斯塔夫发现了此天体。
該小行星以湯博的女兒安妮特（Annette）命名。
这颗小行星的绝对星等为6.518229642918245等。